# Standschütze Hellriegel M1915
El Standschütze Hellriegel M1915 (alemán: Maschinengewehr des Standschützen Hellriegel, "Ametralladora del Standschütze Hellriegel") fue un subfusil austrohúngaro refrigerado por agua y producido durante la Primera Guerra Mundial en una cantidad muy limitada de prototipos.

## Historia
Poco se sabe sobre el Standschütze Hellriegel M1915. La única fuente de información sobre el Hellriegel son varias fotografías almacenadas en el archivo fotográfico de la Biblioteca Nacional de Austria con el nombre "Maschinengewehr des Standschützen Hellriegel" (literalmente "Ametralladora del reservista Hellriegel"). Las fotografías están fechadas en octubre de 1915 y muestran el arma siendo probada en un polígono de tiro. Su nombre y tamaño del cargador indican que era un arma de fuego automática, y su diseñador fue alguien llamado Hellriegel de la unidad de milicia austriaca Standschützen, encargada de la defensa de las regiones del Tirol y Vorarlberg en el oeste de Austria, con la primera siendo fronteriza con la "neutral" Italia. Lo más probable es que fuera un prototipo, lo cual explica su aspecto y diseño "inacabados".
El desarrollo de esta arma coincidió con la entrada de Italia en la Primera Guerra Mundial del lado de la Entente, y su posterior declaración de guerra al Imperio austrohúngaro, su antiguo aliado en la Triple Alianza, que se vio obligado a emprender la guerra en tres frentes. Es posible que la idea del arma surgiera del frente, posiblemente de un oficial superior, y la producción del prototipo se llevó a cabo en un taller de campaña o en un pequeño almacén. Sin embargo, también es posible que se haya creado en la retaguardia por iniciativa propia de otra persona. El Standschütze Hellriegel no pasó de la etapa de prototipo y pruebas y fue olvidado. Es probable que solo se haya producido un arma y haya sido desguazada o desmontada.
Según la tradición del ejército, las armas generalmente se nombran en honor a su creador. El creador de esta arma fue un hombre llamado Hellriegel, que posiblemente era un oficial o un suboficial. El hombre que estaba probando el arma en las fotografías tiene el rango de Feldwebel. Waffenmeister I. Klasse (literalmente "Acomodador de campo. Maestro de armas de primera clase"), un rango para los suboficiales responsables de un arsenal de artillería o armas ligeras. Es muy posible que el hombre fotografiado sea el propio Hellriegel.
Es posible que este haya sido el primer diseño convencional de subfusil en ser probado. La teoría militar detrás de la creación de Standschütze Hellriegel M1915 era probablemente similar a la de las primeras ametralladoras ligeras como la Chauchat y el fusil automático Browning: una ametralladora ligera que podría ser llevada por las tropas, utilizada en asaltos de infantería y capaz de abrir fuego de supresión.

## Diseño

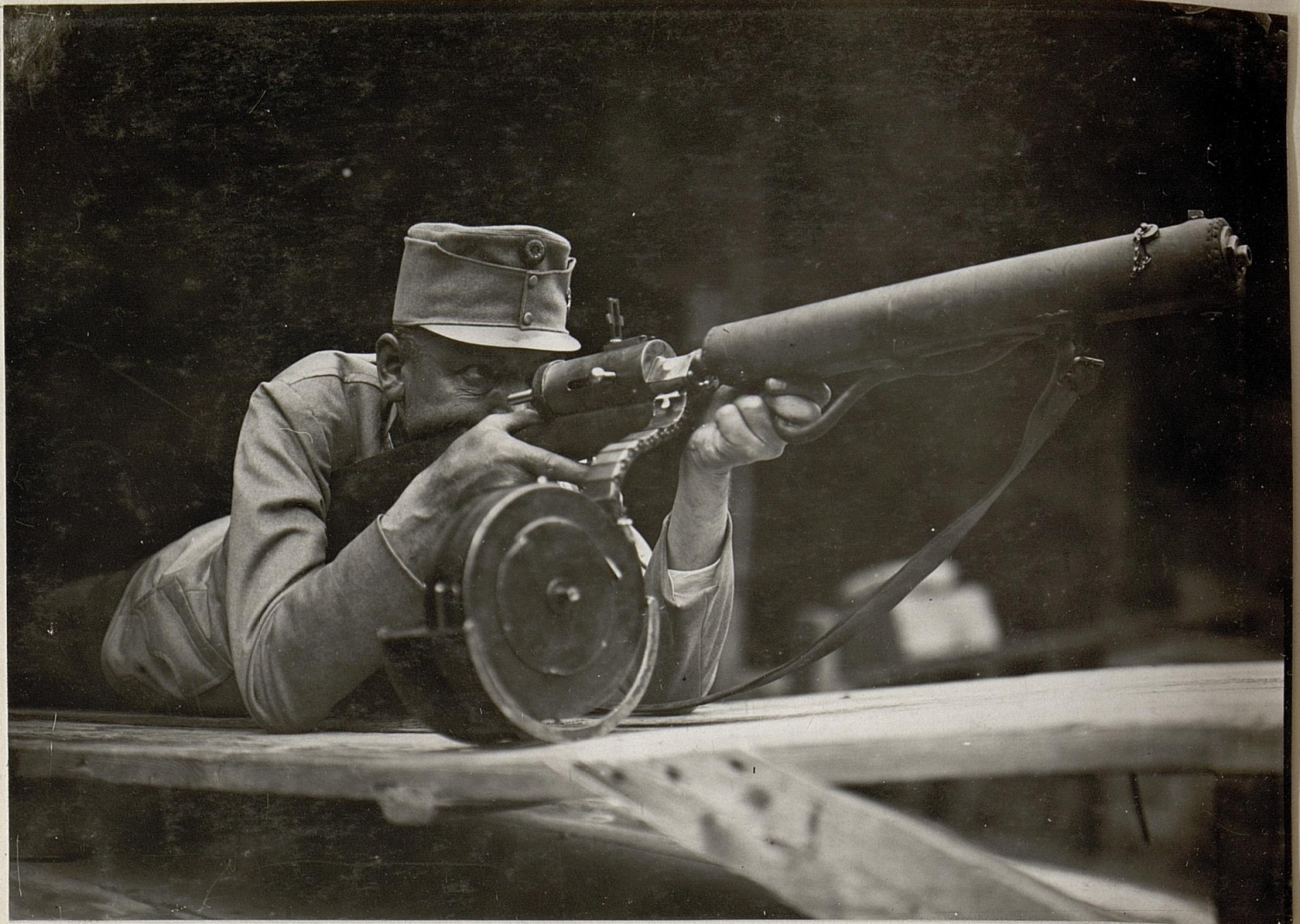
El Maschinengewehr des Standschützen Hellriegel en pruebas, 1915.

El Standschütze Hellriegel M1915 era un arma de fuego automática. Tenía un cañón refrigerado por agua. La camisa de refrigeración por agua alrededor del cañón tiene similitudes con la de la ametralladora Schwarzlose. El tanque de agua tenía dos aberturas, una para llenarlo de agua y la otra para liberar el exceso de vapor. El exterior de la camisa de refrigeración estaba cubierto con cuero para que pudiera asirse sin que el tirador se quemara una vez que el cañón se calentara después de disparar. Se fijó un tubo doblado debajo de la camisa de refrigeración, que se usó como empuñadura. La culata del arma parece ser una versión modificada de la culata del fusil Mannlicher M1895, con una ranura para el pulgar más profunda.
Se desconocen los detalles del sistema de funcionamiento del subfusil. Parece que era accionado por retroceso, a juzgar por sus dos resortes helicoidales que sobresalen detrás del cajón de mecanismos cilíndrico. Se montó un punto de mira sobre la camisa de refrigeración por agua y un alza sobre el cajón de mecanismos, que parece ser ajustable para alcance. Según estimaciones aproximadas, la cadencia del arma podría ser de 550-650 disparos/minuto. Aunque durante un combate real, lo más probable es que la cadencia sea mucho menor.

## Munición
Presumiblemente, el subfusil Standschütze Hellriegel M1915 disparaba el cartucho de pistola 9 x 23 Steyr, munición estándar para la mayoría de las ramas del Ejército austrohúngaro durante la Primera Guerra Mundial. Sin embargo, también es posible que haya sido calibrado para el cartucho 7,65 x 17 Browning, que se utilizaba en la pistola húngara Frommer Stop.
El Standschütze Hellriegel M1915 podría alimentarse desde un tambor con una capacidad aproximada de 100-160 cartuchos. En realidad, el cargador no estaba conectado al subfusil en sí, sino que alimentaba los cartuchos a través de un conducto flexible. La apariencia inusual de este tambor ha llevado a muchas personas a asumir que es alimentado por cinta, sin embargo, este no es el caso cuando los cartuchos están desconectados entre sí y son impulsados a lo largo del tambor y el conducto de alimentación por un resorte. El diseño es muy similar al cargador de caracol alemán TM 08, que se usó en la pistola Luger P08 y el subfusil MP18. El arma también parece haber usado un cargador recto con una capacidad de unos 20 a 30 cartuchos. Visualmente, parece ser muy similar al cargador recto del subfusil Thompson.

## Operación

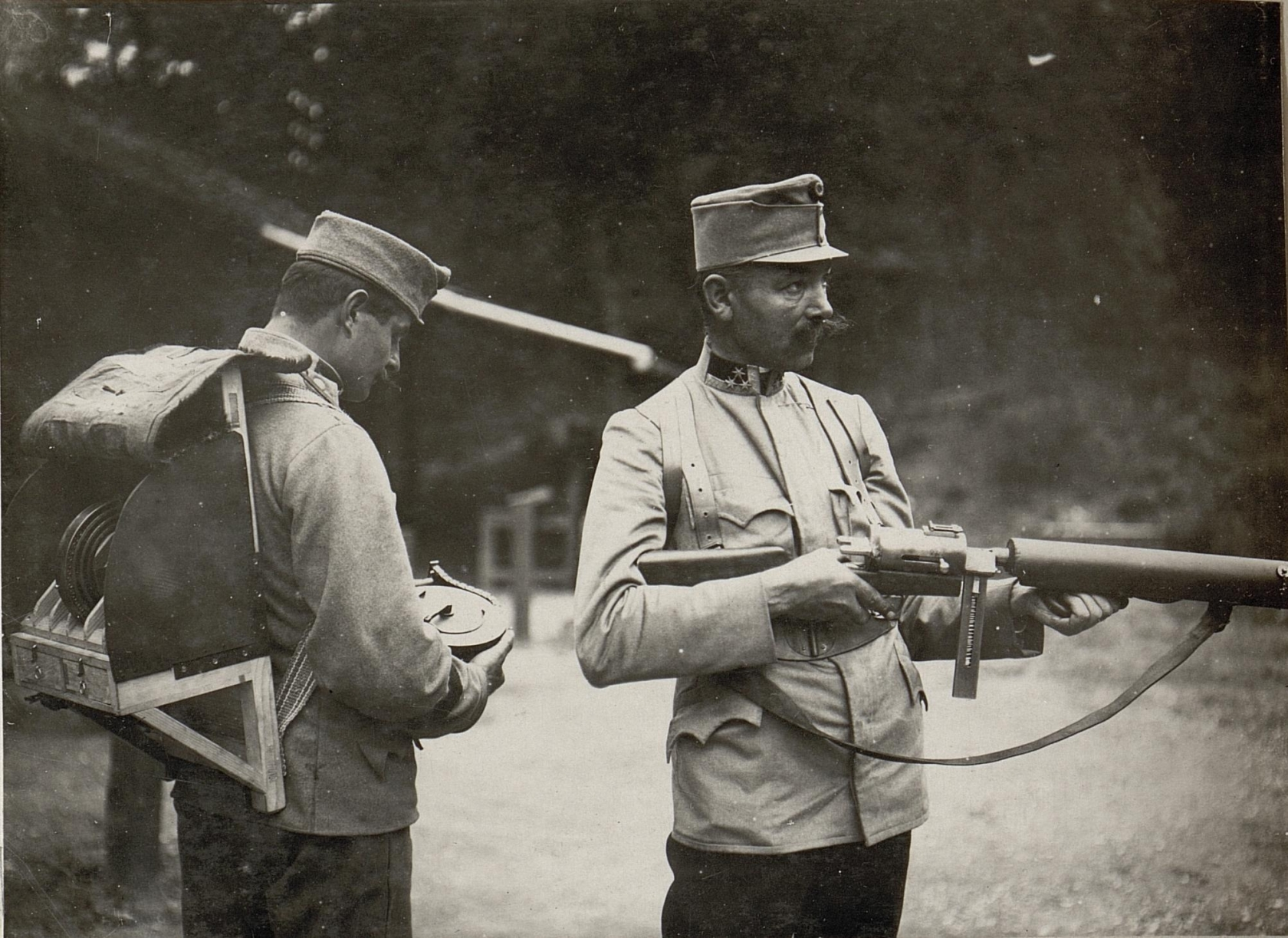
Un soldado lleva los cargadores del Hellriegel M1915, mientras otro lleva el arma.

Como puede verse en las fotografías que se conservan, el funcionamiento del subfusil requería dos hombres, un tirador y un cargador. El cargador lleva una mochila que puede contener cinco tambores, dos cargadores rectos y un juego para limpiar el arma. El tirador usa un cinturón de hombro, que puede haber sido usado para llevar el subfusil. Es posible que la hebilla de metal del cinturón se haya utilizado para abrir fuego sobre la marcha mientras se dispara desde la cadera. Un dispositivo similar se utilizó más tarde con el fusil automático Browning, una "copa" donde se apoyaba la culata del fusil automático cuando se sostenía en la cadera.

## Desventajas
El Standschütze Hellriegel M1915 no tenía un soporte para bípode o cualquier otro soporte, lo que sería problemático para abrir fuego sostenido. Presumiblemente, se suponía que el tirador dispararía exclusivamente desde la cadera o desde el hombro, lo que reduciría la precisión del arma. Además, la boca del cañón no tenía una bocacha apagallamas, lo que podría cegar temporalmente al tirador mientras dispara, reduciendo aún más la precisión del arma. Sin embargo, este problema probablemente se alivió mediante el uso de cartuchos de pistola.
Otra posible desventaja del arma es la conexión del subfusil y el tambor a través de un conducto flexible. Como se puede ver en una fotografía existente, al disparar desde una posición prona, el tirador debe sostener todo el peso del subfusil, asegurándose que este se encuentre encima del tambor, que debe permanecer en posición vertical. No solo parece tener un diseño relativamente poco ergonómico, sino que también es probable que si el tirador disparaba de repente en una dirección diferente, esto provocaría una falla en la alimentación debido al peculiar sistema de alimentación del arma mediante conducto flexible.
No se sabe si las pruebas del subfusil Standschütze Hellriegel M1915 fueron exitosas, sin embargo, debido a sus muchas peculiaridades de diseño y su compleja ingeniería, es muy probable que las pruebas de armas no fueran exitosas y los resultados no fueran satisfactorios. Otro aspecto de la falla puede ser el costo de producción, que debido a los materiales seleccionados (como el cuero) y la complejidad de fabricación, sería alto. Además, el Ejército austrohúngaro en ese momento no tenía los recursos para un diseño tan ambicioso y no probado. Todo esto llevó al Standschützen Hellriegel Model 1915 a no avanzar nunca más allá de la etapa de prototipo, convirtiéndose en un arma olvidada en la historia sin casi documentación sobreviviente.

## En la cultura popular
El Standschütze Hellriegel M1915 aparece como un arma en el videojuego de disparos en primera persona Battlefield 1 de DICE y EA, en dicho videojuego este subfusil aparece alimentado con un cargador de tambor de 60 cartuchos cuando en la realidad se suponía que debería estar alimentado por un cargador de tambor de 160 cartuchos, la representación de esta arma de fuego en el videojuego es bastante ficticia.